# Чаплинский, Григорий Андреевич
Григорий Андреевич Чаплинский (род. 28 августа 1937, Кашперовка, Киевская область) — украинский советский деятель, новатор производства, заслуженный энергетик УССР, старший машинист Приднепровской ГРЭС имени 50-летия Советской Украины Министерства энергетики и электрификации Украинской ССР Днепропетровской области. Герой Социалистического Труда (29.04.1986). Член Ревизионной Комиссии КПУ в марте 1971 — феврале 1986 г.

## Биография
Родился в крестьянской семье. В 1956 году окончил среднюю школу. По комсомольской путёвке уехал на освоение целинных земель. Был призван на срочную службу в Советскую армию. Служил командиром танка в Забайкальском военном округе, старший сержант.
После увольнения в запас приехал в город Днепропетровск и работал на заводе железобетонных конструкций на строительстве Приднепровской ГРЭС. Одновременно без отрыва от производства учился в Днепропетровском энергостроительном техникуме по специальности «Котлотурбинные установки и автоматика тепловых процессов». После окончания обучения и строительства ГРЭС работал на нём помощником машиниста котла, а затем старшим машинистом энергоблока.
Член КПСС с 1960 года.
Указом Президиума Верховного Совета СССР от 29 апреля 1986 года за выдающиеся производственные достижения, досрочное выполнение заданий и социалистических обязательств в одиннадцатой пятилетке, и проявленную трудовую доблесть Чаплинскому Григорию Андреевичу присвоено звание Героя Социалистического Труда с вручением ордена Ленина и золотой медали «Серп и Молот». 
Избирался делегатом XXIV, XXV, XXVI съездов Компартии Украины.
Потом — на пенсии в городе Днепре Днепропетровской области.

## Награды
- медаль «Серп и Молот» (29.04.1986);
- дважды Орден Ленина (18.03.1976; 29.04.1986);
- орден Трудового Красного Знамени (20.04.1971);
- юбилейная медаль «20 лет независимости Украины» (19 августа 2011 года) — за значительный личный вклад в социально-экономическое, научно-техническое и культурно-образовательное развитие Украинского государства, весомые трудовые достижения и многолетний добросовестный труд[1];
- медали;
- Заслуженный энергетик УССР (1981).